# Oscar Zeta Acosta
Oscar Zeta Acosta, även känd som Oscar Z Acosta, född 8 april 1935 i El Paso, Texas, försvunnen 1974 i Mexiko, var en amerikansk författare, advokat och politisk aktivist.
Oscar Acosta föddes i El Paso, Texas och växte upp i en liten stad i närheten av Modesto i Kalifornien. Efter att ha gått ut skolan tog Acosta värvning i det amerikanska flygvapnet. 1966 tog han juristexamen, och började praktisera som verksam jurist året efter. 1970 kandiderade han till sheriff för Los Angeles County. Han förlorade stort mot kandidaten Peter Pitchess, trots att han fick omkring 100.000 röster. Under kampanjen och sitt arbete som advokat kämpade Acosta för de fattiga latinska medborgarnas rättigheter i det amerikanska samhället. 
Han var god vän med författaren Hunter S. Thompson.
Acosta försvann mystiskt 1974 under en resa i Mexiko. Det sista man hörde från honom är ett samtal han gjorde till sin son, där han påstod att "han skulle gå på en båt med vit snö". Han dödförklarades samma år som han försvann.